# Brigada Khudójnikov
Brigada Khudójnikov (En rus: Бригада Художников, en valencià: Brigada d'artistes) fou un periòdic d'art soviètic, publicat per l'Associació de treballadors soviètics de les arts espacials. El primer número apareix l'any 1931, i sembla que sols se'n publicaren dos. Hi publicaren autors com Gustav Klucis, Anatoli Lunatxarski, i d'altres.